# Lucas Lobos
Lucas Armando Lobos, född 3 augusti 1981 i La Plata, Argentina, är en vänsterfotad före detta fotbollsspelare.
Under sin karriär spelade Lobos för Gimnasia y Esgrima La Plata, Cádiz, Tigres UANL och Toluca.